# آندرینه فلمن
آندرینه فلمن (انگلیسی: Andrine Flemmen؛ زادهٔ ۲۹ دسامبر ۱۹۷۴) اسکی‌باز آلپاین اهل نروژ است.